# Повесть о настоящем человеке (фильм)
«По́весть о настоя́щем челове́ке» — советский художественный фильм режиссёра Александра Столпера, снятый по одноимённой книге Бориса Полевого.
За участие в фильме ряд актёров фильма, режиссёр и оператор-постановщик были удостоены Сталинской премии II степени в 1949 году.

## Сюжет
В конце марта 1942 года во время воздушного боя в районе Чёрного леса Демянского кольца сбивают лётчика-истребителя Алексея Мересьева (Алексея Маресьева), и его самолёт терпит крушение в лесу. Лежащего лётчика обнюхивает медведь, собирающийся его съесть, но пилот, сохраняя спокойствие и хладнокровие, незаметно вытаскивает пистолет из кармана лётной куртки и стреляет в зверя, после чего теряет сознание.
Очнувшись, он понимает, что у него сильно повреждены ноги. Оказавшись один в зимнем лесу в 50 км от расположения Красной Армии, Алексей Мересьев решает пробираться к своим. Каждый шаг даётся ему ценой неимоверных усилий. Когда ноги окончательно отказываются служить, он ползёт на четвереньках. 18 дней Мересьев пробирается по заснеженному лесу, пока случайно не попадает к партизанам, которые переправляют его на Большую землю.
В госпитале Мересьеву ампутируют ступни ног. Будучи совсем молодым человеком, он становится инвалидом. В палате с Мересьевым лежит полковой комиссар Воробьёв. У него серьёзные ранения, но он не падает духом. Своим оптимизмом он поддерживает всех, кто оказался в госпитальной палате. Воробьёв восхищён мужеством Николая Островского, который, будучи парализованным, написал книгу «Как закалялась сталь».
Своей силой духа Воробьёв помогает Мересьеву поверить в то, что и без ног человек способен на многое. Убедить молодого человека, потерявшего веру в свои силы, ему помогает статья о военном лётчике поручике Карповиче, которому во время Первой мировой войны ампутировали ступню. Тем не менее, он не уволился из армии и продолжал летать. Мересьев твёрдо решает вновь сесть за штурвал самолёта.
Вскоре Воробьёв умирает, оставив своих товарищей в глубоком горе, но воспрянувшими духом.
Алексей приступает к тренировкам, ежедневно проделывая разработанный им же комплекс упражнений для ног. Несмотря на сильнейшую боль, он каждый день увеличивает время зарядки. Наконец, он учится заново ходить на специально сделанных для него протезах.
На лечении в санатории, куда его направили после госпиталя, мужчина стал не только ходить и бегать, но и танцевать (благодаря медсестре Зиночке, работающей в санатории). На медицинском осмотре Мересьев убеждает докторов в своих силах и вечером того же дня на виду у всех отплясывает «барыню», удивляя этим не только других солдат, но и видавшую виды врачебную комиссию. В итоге Мересьев добивается разрешения врачей вернуться на фронт.
Мересьев попадает в тренировочную школу для лётчиков и, совершив полёт в паре с лётным инструктором, подтверждает своё умение пилота-истребителя. Узнав, что у лётчика вместо ног протезы, инструктор оценивает его подвиг. Мересьев возвращается в действующую армию.
Во время одного из последующих сражений Мересьев сбивает 2 самолёта «Фокке-Вульф Fw 190», которыми управляли немецкие асы из знаменитой дивизии «Рихтгофен», спасает младшего товарища и на остатках горючего едва добирается до аэродрома.

## В ролях
| Актёр               | Роль                     |
| ------------------- | ------------------------ |
| Павел Кадочников    | Алексей Мересьев         |
| Николай Охлопков    | комиссар Воробьёв        |
| Алексей Дикий       | Василий Васильевич       |
| Василий Меркурьев   | Степан Иванович старшина |
| Тамара Макарова     | Клавдия Михайловна       |
| Людмила Целиковская | Зиночка                  |
| Лев Свердлин        | Наумов                   |
| Чеслав Сушкевич     | Кукушкин                 |
| Виктор Хохряков     | Дегтяренко               |
| Александр Михайлов  | Петров                   |
| Борис Добронравов   | председатель комиссии    |
| Борис Бабочкин      | командир полка           |
| Любовь Соколова     | колхозница Варвара       |
| Владимир Грибков    | Зуев                     |
| Олег Мерцедин       | врач-ординатор           |

## Съёмочная группа
- Режиссёр: Александр Столпер
- Сценарист: Мария Смирнова (по одноимённой книге Бориса Полевого)
- Оператор: Марк Магидсон
- Композитор: Николай Крюков
- Художник-постановщик: Иосиф Шпинель
- Звукооператоры: Вячеслав Лещев, Е. Кашкевич
- Монтажёр: Анна Кульганек
- Директор картины: Николай Слиозберг
- Оркестр Министерства кинематографии СССР
- Дирижёр: Григорий Гамбург

## Из воспоминаний актёров о фильме
Из дневниковых записей Павла Петровича Кадочникова:

…Какой же Алексей Петрович?
Впервые я с ним встретился под Звенигородом, где мы должны были снимать зимнюю натуру. Там мы квартировали в доме отдыха Академии наук.
Маресьев шел по длинному коридору чуть покачивающейся походкой. Мы узнали друг друга издали. Я подошел к нему, крепче пожал руку и вдруг понял, что сильно волнуюсь. Он ещё крепче пожал мою руку и почему-то сильно смутился. Позже я записал в дневник: «Прославленный летчик, Герой Советского Союза, человек, о подвиге которого знает чуть ли не весь мир, застенчив».
Мы вошли в мою комнату, молча сели, не очень смело поглядывая друг на друга. Наконец Алексей, первым преодолев смущение, заговорил: «Я ведь знаю, что вас интересует больше всего». Я был удивлен, потому что не успел сказать ему и двух слов. «Вас интересует, очевидно, больше всего, как мне удалось преодолеть…» Он сделал паузу, а я в это время подумал: "Сейчас скажет: «район чёрного леса», а он сказал «…преодолеть врачебную комиссию, и доказать, что я физически здоровый человек».
И вдруг неожиданно для меня Алексей Петрович мягко и свободно встал на стул и продолжал: «Я ему говорю…» «Кому?» — переспросил я. «А председателю комиссии, разве это не ноги? Разве не тренировка?» — И звонко похлопав по протезам, Маресьев спрыгнул со стула.
Так в кинокартине родилась сцена «приёмная комиссия». Её никто не выдумал, она настоящая.